# ديفن باركلي
ديفن باركلي (بالإنجليزية: Devin Barclay)‏ هو لاعب كرة قدم أمريكي، ولد في 9 أبريل 1983 في أنابولس في الولايات المتحدة. شارك مع منتخب الولايات المتحدة تحت 20 سنة لكرة القدم. أما مع النوادي، فقد لعب مع تامبا باي موتيني ودي.سي. يونايتد وسان خوسيه إيرثكويكس وكولومبوس كرو.

## وصلات خارجية
- ديفن باركلي على موقع الدوري الأمريكي (الإنجليزية)
- ديفن باركلي على موقع قاعدة بيانات كرة القدم.إي يو (الإنجليزية)